# Boreotantulus kunzi
Boreotantulus kunzi is een kreeftachtigensoort uit de familie van de Deoterthridae. De wetenschappelijke naam van de soort is voor het eerst geldig gepubliceerd in 1988 door Huys & Boxshall.